# جایزه بزرگ هلند ۱۹۵۸
جایزه بزرگ هلند ۱۹۵۸ (انگلیسی: ‎1958 Dutch Grand Prix‎) یک مسابقهٔ موتوری در رشتهٔ اتومبیل‌رانی فرمول یک بود که در تاریخ ۲۶ مهٔ ۱۹۵۸ در پیست زاندفورت واقع در زاندفورت، هلند برگزار شد. این گراند پری در میان ۱۱ گراند پری در فصل ۱۹۵۸، مسابقهٔ شمارهٔ ۳ بود.
در این مسابقه که در ۷۵ دور و به مسافت ۳۱۴٫۴۷ کیلومتر (۱۹۵٫۴۰۳ مایل) برگزار شد، پول پوزیشن توسط استوارت لوییس-اوانز کسب شد و سریع‌ترین زمان برای طی یک دور پیست که برابر با ۱:۳۷٫۶ بود نیز توسط استیرلینگ ماس به ثبت رسید.
استیرلینگ ماس از تیم ون‌وال، هری شل از تیم بی‌آرام و ژان بهرا از تیم بی‌آرام به‌ترتیب مقام‌های اول تا سوم مسابقه را کسب کردند.

## رده‌بندی قهرمانی پس از مسابقه
|       | جایگاه | راننده            | امتیاز |
| ----- | ------ | ----------------- | ------ |
| ۱     | ۱      | استیرلینگ ماس     | ۱۷     |
| ۱     | ۲      | لوییجی موسو       | ۱۲     |
|       | ۳      | ماریس ترینتیگنانت | ۸      |
| ۴     | ۴      | هری شل            | ۸      |
| ۱     | ۵      | مایک هاثورن       | ۷      |
| منبع: |        |                   |        |

|       | جایگاه | سازنده      | امتیاز |
| ----- | ------ | ----------- | ------ |
|       | ۱      | کوپر-کلیمکس | ۱۹     |
|       | ۲      | فراری       | ۱۴     |
| ۲     | ۳      | ون‌وال       | ۸      |
|       | ۴      | بی‌آرام      | ۸      |
| ۲     | ۵      | مازراتی     | ۳      |
| منبع: |        |             |        |

یادداشت
- تنها پنج جایگاه نخست از هر رده‌بندی نمایش داده شده‌است.